# دهستان سلطانیه
سلطانیه، دهستانی است از توابع بخش مرکزی شهرستان سلطانیه در استان زنجان ایران.

## جمعیت
براساس سرشماری سال ۱۳۸۵ جمعیت آن ۹٬۳۷۴ نفر (۲٬۲۵۹ خانوار) بوده‌است.